# Raionul Colomeea, Ivano-Frankivsk
Colomeea (în ucraineană Коломийський район, transliterat: Kolomîiskîi raion) este un raion în regiunea Ivano-Frankivsk, Ucraina. Are reședința la Colomeea.
Are o suprafață de 2.484,5 km². Populația este de 279.800 locuitori, determinată în 2020.